# Поленов, Владимир Михайлович
Влади́мир Миха́йлович Поле́нов (род. 1 января 1951) — российский дипломат. Чрезвычайный и полномочный посланник 1 класса (2004).

## Биография
Окончил МГИМО МИД СССР (1974). На дипломатической работе с 1974 года. Владеет испанским, английским и немецким языками.
- В 1995—1997 годах — советник-посланник Посольства России в Австрии.
- В 1996—2000 годах — заместитель директора Четвёртого европейского департамента МИД России.
- В 2000—2005 годах — советник-посланник Посольства России в Германии.
- В 2006 году — заместитель директора Департамента внешнеполитического планирования МИД России.
- В 2009—2012 годах — заместитель директора Третьего европейского департамента МИД России.
- С 20 февраля 2012 по 14 марта 2016 года — чрезвычайный и полномочный посол России на Ямайке[1][2].
- С 12 апреля 2012 по 14 марта 2016 года — чрезвычайный и полномочный посол России в Антигуа и Барбуде по совместительству[2][3].
- С 25 апреля 2012 по 14 марта 2016 года — чрезвычайный и полномочный посол России в Сент-Китсе и Невисе по совместительству[2][4].
- С 4 мая 2012 по 14 марта 2016 года — чрезвычайный и полномочный посол России в Сент-Люсии по совместительству[2][5].
- С 5 мая 2012 по 14 марта 2016 года — чрезвычайный и полномочный посол России в Доминике по совместительству[2][6].

## Дипломатический ранг
- Чрезвычайный и полномочный посланник 2 класса (18 сентября 1996)[7].
- Чрезвычайный и полномочный посланник 1 класса (25 августа 2004)[8].

## Награды
- Медаль ордена «За заслуги перед Отечеством» II степени (23 сентября 2011) — За большой вклад в реализацию внешнеполитического курса Российской Федерации и многолетнюю добросовестную работу[9].

## Семья
Женат, имеет сына.